# Чехов, Михаил Павлович
Михаил Павлович Чехов (6 (18) октября 1865, Таганрог — 14 ноября 1936, Ялта) — русский писатель, театральный критик. Младший брат и биограф Антона Павловича Чехова.

## Биография

### Ранние годы и служба

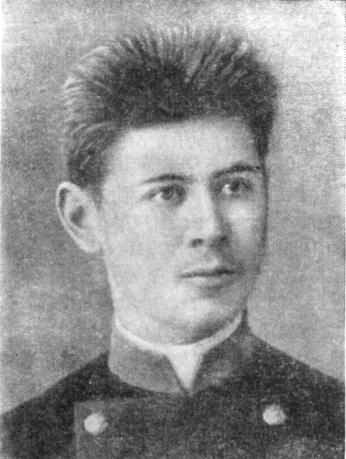
Студент. 1888 год.

Родился в 1865 году в Таганроге. Окончил первый класс Таганрогской мужской гимназии. После переезда отца в Москву в 1876 году был определён во 2-ю московскую гимназию. Переписывал произведения брата, ходил по редакциям юмористических журналов и газет.
Учился в Московском университете (1885—1890), где окончил юридический факультет; его курсовая работа: «О договорах Олега, Игоря и Святослава с греками» (1889).
Служил податным инспектором в Ефремове и Алексине (1890—1892), Серпухове (1892—1894), Угличе (1894—1898).
В 1891 году напечатал в «Вестнике иностранной литературы» свой перевод повести Уйды «Дождливый июнь». Первой книгой Михаила Чехова стал словарь для сельских хозяев «Закром», вышедший в 1894 году (второе издание под названием «Полная чаша» появилось в 1907 году). В Угличе Михаил Павлович был режиссёром, сценаристом, актёром и декоратором самодеятельной театральной труппы.
В 1896 году познакомился с Ольгой Германовной Владыкиной, служившей гувернанткой у местного фабриканта; вскоре они поженились; дочь Евгения (1898) — певица, сын Сергей (1901) — художник.
В 1898 году назначен начальником отделения Ярославской казённой палаты. Часто посещал театр, его статьи и театральные рецензии печатались в местной прессе, затем и в столичном журнале «Театр и искусство». Служба ему не нравилась, а он не нравился сослуживцам и в 1901 году ему предложили подать в отставку или перевестись в другой город.

### 1900-е — 1920-е

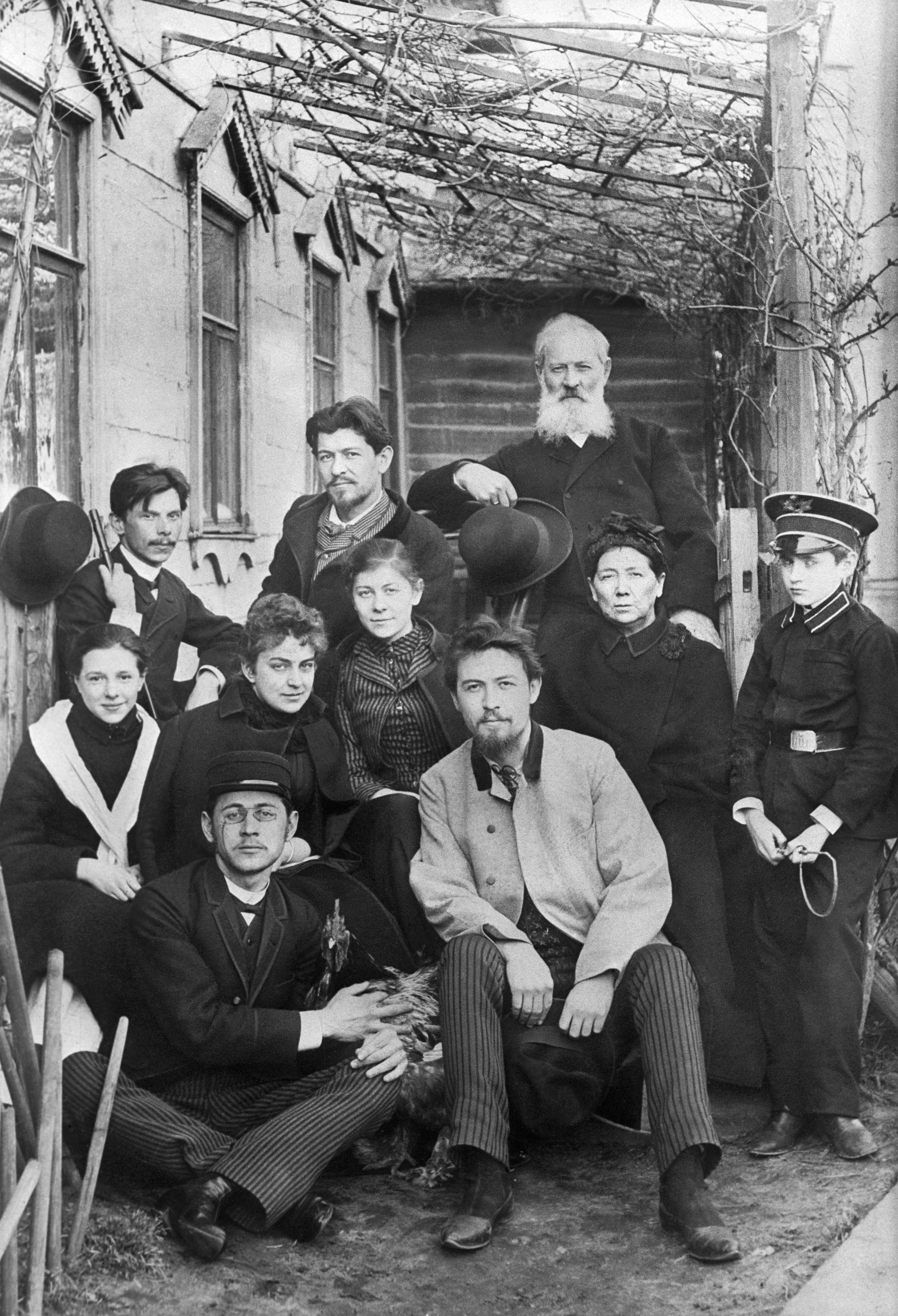
Семья и друзья Чеховых. Михаил первый слева снизу. 1890 год.

Переехал в Петербург, назначен заведующим книжной торговлей на железных дорогах. В начале 1900-х годов напечатал ряд рассказов в газете «Новое время», однако ему не нравилась политика её редакции и с 1903 года он стал издавать собственный журнал «Европейская библиотека», но денег хватило только на несколько номеров. Его статьи, рассказы, юмористические произведения и очерки по общим вопросам печатались в «Свете и тенях», «Новостях дня», «Будильнике», «Русском сатирическом листке» и др. за подписями М. Б-ский, М. Ч., Максим Холява, Капитан Кук. Написал несколько драматических произведений («Голубой бант», «Хоть ложись, да умирай», «За 20 минут до звонка» и др.).
В 1904 году был издан сборник «Очерки и рассказы» и вышла отдельным изданием повесть «Синий чулок», в 1905 году — повесть «Сироты».
В 1910 году появился сборник рассказов «Свирель». Второе издание «Очерков и рассказов» по представлению почётного академика А. Ф. Кони получило Пушкинскую премию Академии наук (почётный отзыв).
С 1907 по 1917 год издаёт и редактирует, будучи и почти единственным автором, детский журнал «Золотое детство», выходивший два раза в месяц; значительное место в журнале занимают рассказы о природе и о животных.
С 1914 года редакция журнала располагалась в «доме Бенуа», в котором М. П. Чехов проживал в эти годы. Под маркой «Золотого детства» в 1913 году в составе сборника «Английские сказки» вышел анонимный перевод «Алисы в стране чудес» Льюиса Кэррола («Алиса въ волшебной стране»); с большой долей вероятности переводчиком был сам Чехов.
Деятельно сотрудничал в «Детском чтении», «Детском отдыхе», «Друге детей», под псевдонимом М. Богемский.
В 1920-х годах вышло в свет несколько книжек его рассказов для детей (под псевдонимами К. Треплев и С. Вершинин).
В 1920-е напечатал более десяти томов своих переводов с французского и английского языков (сочинения д’Эсма, Кервуда, Кеннеди, Джека Лондона).

### «Брат своего брата»[5]

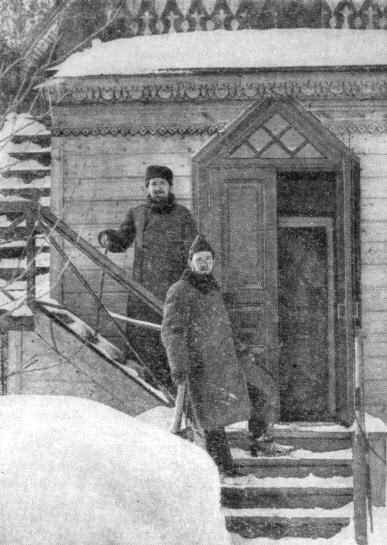
Антон и Михаил Чеховы. 1895 год.

Первый биограф своего знаменитого брата.
В 1905 году на годовщину смерти А. П. Чехова в «Журнале для всех» были опубликованы воспоминания о нём Михаила Павловича, новые их части публиковались в 1906 (там же), 1907 («Новое слово»).
В 1911—1916 годах вместе с сестрой Марией Павловной работал над изданием шеститомного собрания писем А. П. Чехова, написал к нему биографические очерки. В 1923 году вышла его книга «Антон Чехов и его сюжеты».
В 1924 году была напечатана книга «Антон Чехов, театр, актёры и „Татьяна Репина“». Принимал участие в работе музея Чехова в Москве.
В 1930 году опубликованы воспоминания «Антон Чехов на каникулах». Принял участие в подготовке к публикации в 1930 году тома неизданных писем брата.
В 1926 году заболел грудной жабой и окончательно переехал в Ялту, где работал до самой смерти вместе с сестрой в доме-музее А. П. Чехова: вёл отчетность, работал научным сотрудником, а потом консультантом, описал личную библиотеку брата. Написал пьесу «Дуэль» по повести А. П. Чехова и киносценарий «Дело Петрашевского».
В 1929 году был принят в члены Всероссийского союза писателей.
В 1929 году пишет книгу «Вокруг Чехова», изданную в 1933 году — её называли «чеховской энциклопедией».
В 1932 году ему была назначена персональная пенсия. В 1935 году была напечатана статья Михаила Павловича «Предки Антона Чехова со стороны матери». Последним его трудом был мемориальный каталог музея с подробной историей каждого экспоната (издан в 1937).
Умер в Ялте 14 ноября 1936 года после тяжёлой болезни. Был похоронен там же, на Ауткинском кладбище, рядом с матерью.
Сын, Сергей Михайлович Чехов, опубликовал книгу о своём отце «О семье Чеховых. М. П. Чехов в Ярославле» (Ярославль, 1970). Внук — волейбольный тренер Олег Чехов.

## Некоторые публикации
- Закром. Словарь для сельских хозяев. — М.: Издание редакции журнала «Русская мысль», 1895. — 235 с.
- Антон Чехов на каникулах
- Антон Чехов и его сюжеты. М., 1924
- Вокруг Чехова. М., 1935.
- Вокруг Чехова. Встречи и впечатления. — М.: Московский рабочий, 1960. — 352 с. — 75 000 экз.
- Свирель. Повести, рассказы, очерки. — М.: Московский рабочий, 1969. — 398 с. — 100 000 экз.